# When Love Walked In
When Love Walked In (em chinês: 爱情闯进门; pinyin: ài qíng chuǎng jìn mén) é um drama chinês de Taiwan estrelado por Victoria Song, Calvin Chen e Zhou Mi. É produzido pela Shanghai filme Co., LTD syndicate e Han Feng. As filmagens começaram em 5 de janeiro de 2012.

## Sinopse
Qin Yu Jiang, um jovem talentoso e bonito, recebe ordens para procurar a neta perdida do presidente Yuan, Shen Ya Yin. Porque seu avô tentou de todos os meios localizá-la para separá-la de seu pai, ela e seu pai se mudaram muitas vezes, se escondendo de seu avô, quando ela era jovem. Eventualmente, seu pai adoeceu e morreu. Desde então, Ya Yin não gosta de seu avô, porque ela sente que ele arruinou sua felicidade e foi parte da causa que contribui para a morte de seu pai.  Yu Jiang entra gradualmente no coração de Ya Yin, mas se recusa a admitir seu amor por ela, porque ela é neta do presidente Yuan. Além disso, um primo mal de Ya Yin torna-se um obstáculo entre Ya Yin e Yu Jiang.

## Elenco
- Victoria Song como Shen Ya Yin (沈雅音)
  - Xu YuHan como Shen Ya Yin jovem
- Calvin Chen como Qin Yu Jiang (秦雨江)
  - Bian Cheng como Qin Yu Jiang jovem
- Zhou Mi como Lu Shang Lin (黎尚林)
- Sean Lee como Gu Qing Feng